# Temnocerus nanus
Temnocerus nanus ist ein Käfer aus der Unterfamilie Rhynchitinae innerhalb der Blattroller (Attelabidae). Ein verbreitetes Synonym ist Pselaphorhynchites nanus.

## Merkmale
Es handelt sich um einen kleinen Käfer von 2 bis 2,8 Millimeter Körperlänge. Er ist dunkelblau gefärbt und etwas metallisch glänzend. Die Oberseite ist mit kurzen, anliegenden schwarzen Haaren bedeckt, die unscheinbar sind, so dass er bei erster Betrachtung kahl erscheint. Die Art besitzt relativ schmale, parallelseitige Flügeldecken, die deutlich breiter sind als der seitlich gerundete Halsschild. Die Flügeldecken tragen deutlich rillenförmig eingetiefte Punktstreifen, wobei ganz vorn neben der Naht ein zusätzlicher, verkürzter Streifen ausgebildet ist (Gattungsmerkmal). Der Kopf ist (unter Einschluss der Augen) etwa so breit wie der Vorderrand des Halsschilds. Der Kopf besitzt gerundete Schläfen, ist aber nicht halsartig abgeschnürt. Der Rüssel ist schwach gebogen und beim Männchen kürzer, beim Weibchen etwas länger als der Halsschild, er ist im Vergleich kürzer als bei Temnocerus longiceps. Im Gegensatz zu Temnocerus tomentosus trägt die Vorderschiene an der Spitze innen keinen Dorn. Die Arten der Gattung sind aber schwer unterscheidbar und werden oft verwechselt. Die Antennen sind beim Männchen etwa in der Rüsselmitte, beim Weibchen im basalen Drittel eingelenkt.

## Lebensweise
Die Art lebt an Laubbäumen der Gattungen Betula (Birken), Salix (Weiden; sowohl schmal- wie breitblättrige Arten) und Alnus (Erlen). Die Weibchen legen Eier in die Knospen der Triebspitzen, in der Regel ein Ei pro Knospe. Es nagt dazu eine Eikammer aus, die nach der Eiablage mit einem Pfropf aus Fraßrückständen wieder verschlossen wird. Nach der Eiablage wird der junge Trieb unterhalb angefressen, so dass er verwelkt und abknickt, er bleibt aber in der Regel am Baum hängen. Die Larve entwickelt sich in der verwelkenden Knospe. Die fertige Larve überwintert in der Knospe. Sie lässt sich schließlich zu Boden fallen und gräbt eine Puppenkammer in den Erdboden. Sie verpuppt sich im Frühjahr zum jungen Käfer. Adulte Käfer sind von Mai an bis in den Hochsommer (Anfang August) zu beobachten. Sie fressen Löcher in jung ausgetriebene Blätter (Fensterfraß).

## Verbreitung
Die Art lebt in ganz Europa, von Norwegen bis in den Mittelmeerraum (wo sie selten ist), außerdem in Nordafrika nördlich der Sahara, Kleinasien, dem südlichen Sibirien bis Zentralasien (Kasachstan). Sie ist in Deutschland überall verbreitet, wird aber eher selten gefunden, wofür aber Nachweisdefizite verantwortlich sein könnten. Sie soll hier kühl-feuchte Lebensräume bevorzugen, ohne daran streng gebunden zu sein.

## Gefährdung
Die Art gilt in Deutschland als ungefährdet.